# ایل مساجرو
ایل مساجرو (به انگلیسی: "The Messenger") یک روزنامه ایتالیایی است که در رم، ایتالیا منتشر می‌شود. این روزنامه از سال ۱۸۷۸ در گردش بوده است و یکی از اصلی‌ترین روزنامه‌های ملی ایتالیا است.

## تاریخچه و مشخصات
ایل مساجرو در دسامبر ۱۷۸۷ تأسیس شد. در ۱ ژانویه ۱۸۷۹، اولین شماره ال مساجرو، تحت مدیریت لوئیجی سزان منتشر شد. هدف این روزنامه این بود تا یک روزنامه روزانه باشد و بتواند همه نظرات و رویدادها را در اختیار خوانندگان خود قرار دهد. چهار نسخه اول آن به عنوان نمونه به‌طور رایگان در اختیار مشترکان روزنامه ایل فانفولا قرار گرفت. یکی از سردبیران اولیه ایل مساجرو، آلبرتو سیان‌کا بود که بعداً به دلایل سیاسی از این سمت استعفا داد.
ایل مساجرو از زمان آغاز به کار تحت مالکیت شرکت‌های مختلفی قرار داشته. یکی از مالکان سابق آن از طریق گروه فروزی مونت ادیسون بود. در سال ۱۹۹۶ این روزنامه توسط فرانچسکو گائتانو کالتا گیرون خریداری شد. او کالتاگیرون ادیتوره را در سال ۱۹۹۹ تأسیس کرد. این شرکت مالک بالغ بر نود درصد روزنامه‌ها است. رهبران آن شامل آزورا کالتا گیرون، شریک رهبر سیاسی پیر فردیناندو کاسینی، در هیئت مدیره قرار دارند. این شرکت همچنین مالک کوریر آدیاتی‌کو و ایل ماتینو است. ناشر روزنامه ایل مساجرو اس‌پی‌ای است
ایل مساجرو در قالب صفحه گسترده منتشر می‌شود و مقر آن در رم است. این مقاله علاوه بر نسخه ملی خود دارای ۱۲ نسخه محلی است، از جمله نسخه‌های مربوط به مناطق لاتزیو، اومبریا، مارکه، آبروزو و توسکانی است.

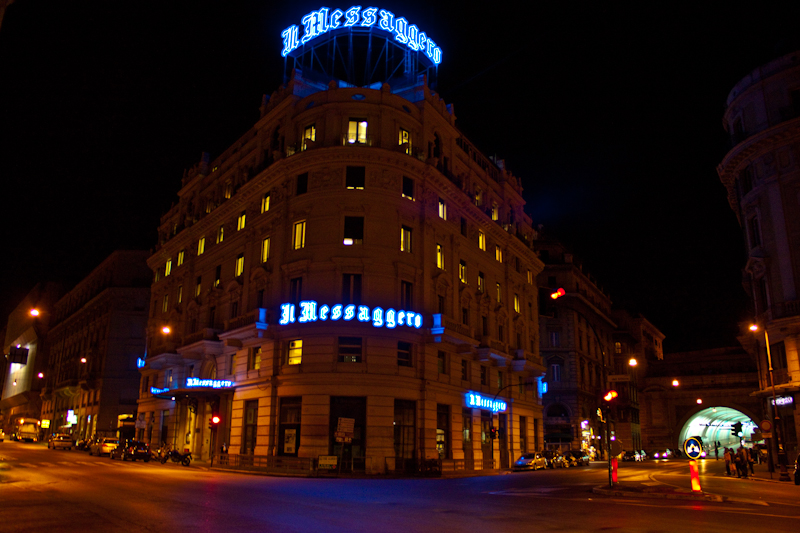
مقر ایل مساجرو در رم

## تیراژ
تیراژ ایل مساجرو در سال ۱۹۸۸، ۳۷۰۰۰۰ نسخه بود. این روزنامه با تیراژ ۲۵۶۴۰۰ نسخه ششمین روزنامه پرفروش ایتالیایی در سال ۱۹۹۷ بود. تیراژ این روزنامه در سال ۱۹۹۹، ۲۸۸۰۰۰ نسخه بود.
در سال ۲۰۰۰ تیراژ این روزنامه ۲۹۲۰۰۰ نسخه بود. همچنین تیراژ آن ۲۹۳۰۰۰ نسخه در سال ۲۰۰۱ و ۲۵۸۵۳۸ نسخه در سال ۲۰۰۲ بود. تیراژ ایل مساجرو ۲۵۲۰۰۰ نسخه در سال ۲۰۰۳ و ۲۴۰۷۷۸ نسخه در سال ۲۰۰۴ بود. این روزنامه در سال ۲۰۰۵ تیراژ ۲۳۰۶۹۷ نسخه داشت، و در سال ۲۰۰۷ تیراژ آن ۲۱۶۰۰۰ نسخه بود.
در سال ۲۰۱۲ فروش ایل مساجرو ۹۱٬۰۱۲٬۷۶۷ نسخه بود.